# Eduardo e Cristina
Eduardo e Cristina ( prononcé : [eduˈardo e kkrisˈtiːna], également Edoardo e Cristina) est un opéra en deux actes de Gioachino Rossini, sur un livret italien adapté par Andrea Leone Tottola et Gherardo Bevilacqua-Aldobrandini, joué pour la première fois en 1819 à Venise.

## Naissance de l'oeuvre
Cet opéra pastiche a été composé en toute hâte pour une première représentation arrangée moins d'un mois après la création d'Ermione. Rossini a emprunté "19 des 26 numéros musicaux" à ses autres œuvres, dont Adelaide di Borgogna, Ricciardo e Zoraide, Mosè in Egitto ainsi qu'Ermione .
Le livret est une adaptation par Andrea Leone Tottola et Gherardo Bevilacqua-Aldobrandini réalisée à partir d'un livret écrit par Giovanni Schmidt pour Odoardo e Cristina (1810), un opéra du même nom de Stefano Pavesi.
L'opéra a été joué pour la première fois au Teatro San Benedetto de Venise le 24 avril 1819. Vingt-quatre représentations ont été données cette saison-là avant que l'œuvre soit reprise l'année suivante au plus prestigieux La Fenice. Ironiquement, alors qu'Ermione n'a pas été particulièrement bien reçu, " Eduardo e Christina a été un énorme succès ". Apparemment, la première représentation a été si bien reçue qu'elle a duré six heures, étant donné le grand nombre de rappels.

## Historique des performances
L'opéra a été représenté ailleurs en Europe jusqu'en 1840, mais après cela, les productions semblent avoir été très rares. Il a été donné le 25 novembre 1834 à New York. Contrairement à la plupart des opéras napolitains de Rossini, celui-ci a été « fortement modifié d'une reprise à l'autre ». Entre autres productions, l'opéra a été joué au festival Rossini in Wildbad en 2017. Il est repris en août 2023 au festival Rossini de Pesaro avec Enea Scala, Anastasia Bartoli, Daniela Barcellona, Grigory Shkarupa et Matteo Roma.

## Rôles
| Rôle                                         | Type de voix | Distribution de la création, 24 avril 1819 |
| -------------------------------------------- | ------------ | ------------------------------------------ |
| Carlo, roi de Suède                          | ténor        | Eliodoro Bianchi                           |
| Cristina, sa fille, épouse secrète d'Eduardo | soprano      | Rosa Morandi                               |
| Eduardo, général de l'armée suédoise         | contralto    | Caroline Cortesi                           |
| Giacomo, prince royal d'Ecosse               | basse        | Luciano Bianchi                            |
| Atlei, capitaine de la garde, ami d'Eduardo  | basse        | Vincenzo Fracalini                         |
| Gustavo, petit enfant d'Eduardo et Cristina  | Rôle muet    |                                            |

## Intrigue
Lieu : Suède
Temps : « Le passé lointain » 
Eduardo, commandant de l'armée suédoise, apporte des nouvelles de paix et est accueilli triomphalement par le roi Carlo à Stockholm. Le même jour, le roi annonce que sa fille, Cristina, va se marier avec le prince Giacomo d'Écosse. Cependant, Cristina est déjà secrètement l'épouse d'Eduardo, et ils ont eu un fils, Gustavo. Pendant les préparatifs du mariage, le petit Gustavo est découvert. Cristina se proclame sa mère, mais elle ne révèle pas le nom du père. Quand Eduardo apparaît, il déclare être le père du garçon, et le couple illégitime est emmené en prison. Cristina continue de refuser la proposition de mariage à Giacomo, même s'il a accepté de reconnaître Gustavo comme son propre fils. Finalement, Eduardo est libéré par son ami et compagnon d'armes, le capitaine Atlei, et ensemble, ils sortent victorieux  d'une attaque surprise des Russes. Après la bataille, Eduardo remet son épée au roi Carlo qui, touché, pardonne au couple et leur accorde sa bénédiction.

## Enregistrements
| Année | Distribution (Carlo, Cristina, Eduardo, Giacomo, Atlei)                              | Chef d'orchestre, Opéra et Orchestre                                                                                      | Label                                       |
| ----- | ------------------------------------------------------------------------------------ | --- | ------------------------------------------- |
| 1997  | Omar Jara, Carmen Acosta, Eliséda Dumitru, Constantin Gorny, Jorge Orlando Gomez     | Francesco Corti (de) I Virtuose di Praga (Enregistrement d'une représentation au festival Rossini in Wildbad, en juillet) | CD audio : Bongiovanni Cat : GB 2205/2206-2 |
| 2019  | Kenneth Tarver , Silvia Dalla Benetta, Laura Poverelli, Baurjan Anderjanov, Xiang Xu | Gianluigi Gelmetti , Virtuosi Brunensis, Camerata Bach Choir Poznań                                                       | CD audio : Naxos Records Cat:8.660466-67    |